# Limburgerhof
Limburgerhof este o comună din landul Renania-Palatinat, Germania.